# Nguyễn Thanh Tân
Nguyễn Thanh Tân (sinh ngày 28 tháng 2 năm 1955) là Thiếu tướng Công an nhân dân Việt Nam và chính trị gia người Việt Nam. Ông từng là đại biểu Quốc hội Việt Nam khóa 12, thuộc đoàn đại biểu Hà Tĩnh, nguyên Giám đốc Công an tỉnh Hà Tĩnh.
Hiện đã nghỉ hưu.

## Tiểu sử
Nguyễn Thanh Tân sinh ngày 28 tháng 2 năm 1955, quê quán ở xã Thạch Môn, thị xã Hà Tĩnh (nay thuộc xã Đồng Môn, thành phố Hà Tĩnh), tỉnh Hà Tĩnh, người dân tộc Kinh, không theo tôn giáo nào.
Ông có trình độ Đại học an ninh.
Ngày 26 tháng 1 năm 1978, ông gia nhập Đảng Cộng sản Việt Nam.
Ông từng là Đại biểu Hội đồng nhân dân tỉnh Hà Tĩnh.
Từ 2007 đến 2011, ông là đại biểu Quốc hội Việt Nam khóa 12, thuộc đoàn đại biểu Hà Tĩnh, Ủy viên Ban thường vụ tỉnh ủy; Bí thư Đảng ủy, Giám đốc công an tỉnh Hà Tĩnh, Uỷ viên Uỷ ban Quốc phòng và An ninh của Quốc hội, Trưởng Đoàn ĐBQH tỉnh Hà Tĩnh.